# Coreantumr
Coreantumr is in het heilige Boek van Mormon van de Kerk van Jezus Christus van de Heiligen der Laatste Dagen in het ongedateerde boek "Ether" een machtige koning met een leger van twee miljoen man, dat in een hevige veldslag van enkele dagen tussen een paar man verslagen wordt.
Er is geen enkel historisch bewijs, dat een koning Coreantumr ooit in Amerika bestaan heeft.
De Griekse vader van de geschiedschrijving Herodotus echter, geeft in zijn boek "Historiën" een prachtige beschrijving hoe de Perzische koning Xerxes I, (koning Cores uit de Bijbel) zijn leger van 1,8 miljoen laat tellen, voor hij oprukt naar Griekenland, waar hij bij Thermopilae door een handvol Spartanen dagenlang opgehouden wordt.